# Patricia Martínez Augusto
Patricia Martínez est une footballeuse espagnole, née le 15 mars 1990 à Ponferrada, El Bierzo..